# Кагермазов, Борис Гидович
Борис Гидович Кагермазов (6 января 1935, Второй Лескен, Северо-Кавказский край — 10 января 2016, Нальчик) — советский, российский, кабардинский поэт, прозаик, переводчик. Народный поэт Кабардино-Балкарской Республики.

## Биография
После окончания сельской средней школы работал учителем младших классов. С отличием окончил филологический факультет Кабардино-Балкарский государственный университет имени Х. М. Бербекова, вернулся в родное село и работал учителем русского языка и литературы.
В 1960—1961 гг. учился в Центральной комсомольской школе в Москве на курсах руководящих работников молодежной печати.
Затем работал в журналистике:
- 1961—1965 гг. — заведующий отделом редакции газеты «Советская молодёжь», затем ответственным секретарем газеты, заместителем редактора,
- 1967—1986 гг. — корреспондент газеты «Ленин гъуэгу» («Ленинский путь»), старший редактор Комитета по телевидению и радиовещанию Кабардино-Балкарской АССР,
- 1986 г. — назначен заведующим отделом прозы журнала «Ошхамахо».

Член Союза писателей СССР с 1972.
Лауреат премии комсомола Кабардино-Балкарии (1972) за книгу «Ветка молнии».
Первые стихи опубликовал в 1950-е гг. Они публиковались в «Литературной газете», в журналах «Дон», «Дружба народов». Первый поэтический сборник «Фӏэхъус апщий» («Здравствуйте») вышел в 1962 г. в Нальчике. Автор более 30 книг, изданных в Нальчике и Москве на кабардинском и русском языках. Среди них: «Приветствую тебя», «Следы жизни», «Быстрые стихи», «Сильное столетие», «Ветка молнии», «Голос дня», «Рассказы», «Полдень», «След солнца», «Новый день», «Лескенская лира» и многие другие. Перевел на кабардинский язык многие произведения классиков мировой и отечественной литературы.